# Rừng thưa

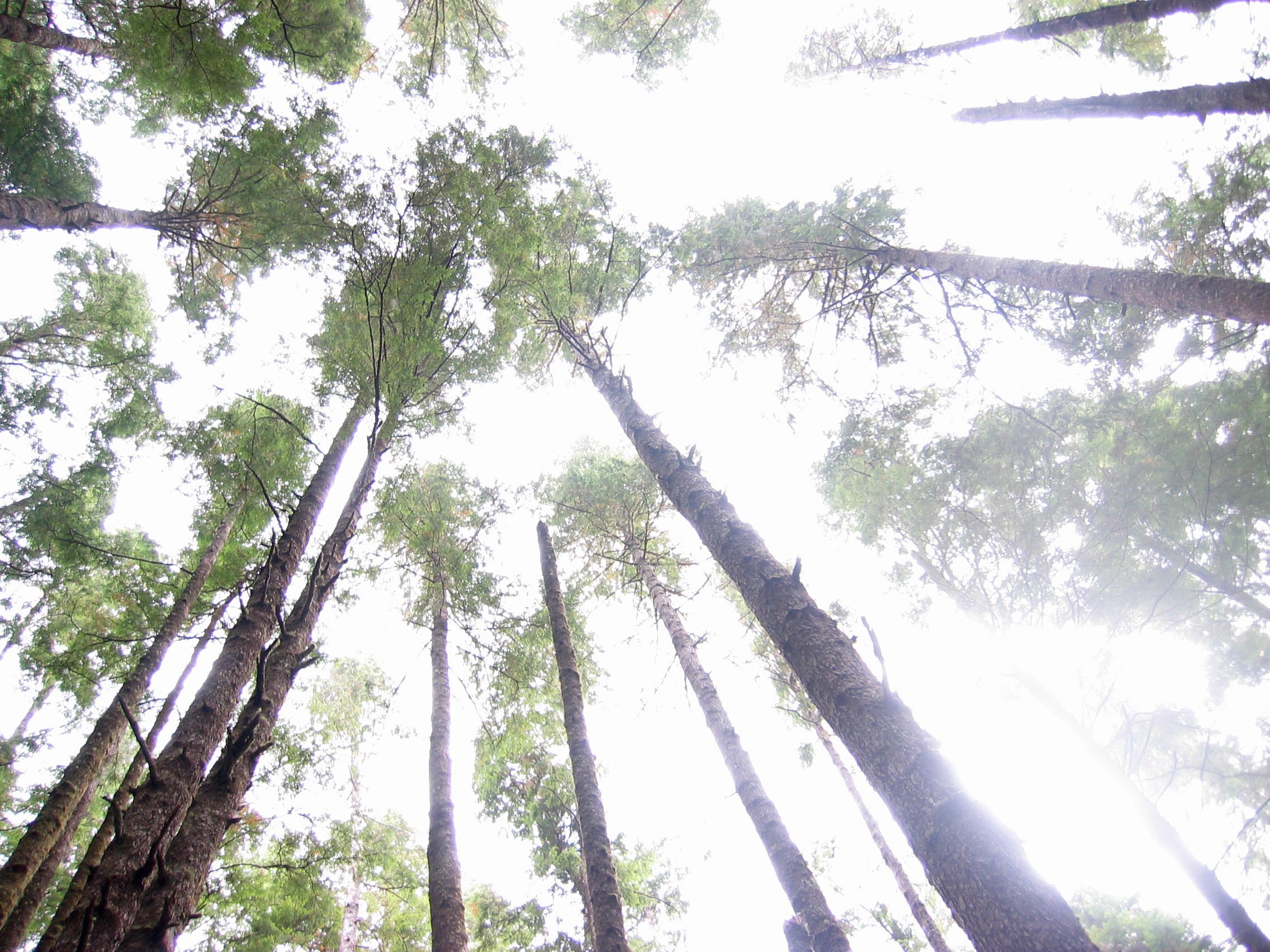
Một khu rừng gỗ

Rừng thưa (tiếng Anh: Woodland) là một kiểu rừng với đặc trưng là các khu rừng có mật độ cây cối thấp, cây cối mọc giản cách được hình thành bằng một môi trường sống khá rộng với rất nhiều ánh sáng mặt trời và ít bóng râm vì ánh sáng có thể xuyên qua các thảm cây. Đây là một dạng rừng thứ sinh và là một loại rừng chuyển tiếp. Rừng thưa có thể bao gồm cây bụi và cây thân thảo như các loại cỏ và đặc biệt rừng chủ yếu mọc các cây lấy gỗ.
Từ woodland trong tiếng Anh có nghĩa là có nghĩa đơn giản là bất kỳ khu vực nhỏ nào mà cây cây cối mọc được và thuật ngữ cổ woodland được sử dụng để chỉ cho bất kỳ vùng đất rừng đã tồn tại trong một thời gian rất dài (giống như rừng nguyên sinh). Rừng thưa là một khái niệm gần gũi ở Mỹ, nó đề cấp đến những khu vực cây cối mà có thể sử dụng, khai thác để lấy gỗ và củi.